# Communauté de communes du Léez et de l'Adour
La communauté de communes du Léez et de l'Adour est une ancienne communauté de communes française, située dans le département du Gers.

## Historique
La Communauté du Léez et de l'Adour a été intégrée le 1er janvier 2012 à la Communauté de communes d'Aire-sur-l'Adour.

## Composition
Elle était composée des communes suivantes :
1. Aurensan
2. Corneillan
3. Lannux
4. Projan
5. Ségos

## Sources
- Le SPLAF (Site sur la Population et les Limites Administratives de la France)
- La base ASPIC